# گابریل آکسل
گابریل آکسل (دانمارکی: Gabriel Axel؛ ۱۸ آوریل ۱۹۱۸ – ۹ فوریهٔ ۲۰۱۴) کارگردان، بازیگر، فیلم‌نامه‌نویس و تهیه‌کننده فیلم اهل دانمارک بود.
او دانش‌آموختهٔ «مؤسسه سلطنتی تئاتر دانمارک» بود و مابین سال‌های ۱۹۴۵ تا ۲۰۰۱ میلادی فعالیت می‌کرد.
فیلم ضیافت بابت به نویسندگی و کارگردانی او، در سال ۱۹۸۷ میلادی، در بخش «نوعی نگاه» در ۴۰مین دورهٔ جشنواره فیلم کن نمایش داده شد و در همان سال، برندهٔ جایزه اسکار بهترین فیلم بین‌المللی شد.
از دیگر فیلم‌های او می‌توان به حالا نوبت می‌رسه به دامار، بازیچه دوست‌داشتنی، لومیر و شرکا، شاهزاده یوتلاند و کریستیان اشاره کرد.
از سایر افتخارات او می‌توان به دریافتِ نشانِ لژیون دونور اشاره کرد.